# Cryphia suffusa
Cryphia suffusa là một loài bướm đêm trong họ Noctuidae.